# Oberndorf (Rottenburg)
Pour les articles homonymes, voir Oberndorf.
Oberndorf est un quartier de la ville de Rottenburg am Neckar, situé en République fédérale d'Allemagne dans le Land du Bade-Wurtemberg, dans l'arrondissement de Tübingen.

## Géographie
Oberndorf est situé six kilomètres au nord de Rottenburg, dix kilomètres à l'ouest de Tübingen et quatorze kilomètres au sud-est de Herrenberg sur un plateau s'étendant entre les vallées de l'Ammer et celle du Neckar.

### Expansion
Le territoire communal d'Oberndorf occupe 614 hectares, dont 70,1 % sont consacrés à l'agriculture, 15,7 % à la sylviculture, 13,7 % constituent des zones d'habitations et 0,2 % un plan d'eau.

## Population
Au 31 janvier 2008, Oberndorf rassemblait 1 466 habitants (densité de population de 239 hab./km2).

### Religions
La majorité de la population d'Oberndorf est catholique.